# Харків (аеропорт)
Міжнародний аеропорт «Ха́рків» (IATA: HRK, ICAO: UKHH) — міжнародний аеропорт Харкова, розташований за 12 км на південь від центру міста, найбільший на сході Україні.
Належить до групи DCH українського бізнесмена Олександра Ярославського.

## Історія
Старий термінал аеропорту було побудовано в 1950-х роках у неокласичному сталінському стилі та відкрито 1954 року.
У березні 2008 року майновий комплекс Харківського аеропорту було передано в оренду на 49 років фірмі «Нью Системс АМ». При цьому ЗПС, яка є стратегічним об'єктом, залишається в державній власності.
У рамках підготовки до Чемпіонату Європи з футболу 2012 року влітку 2009 року було розпочато реконструкцію злітно-посадкової смуги, протягом якої її було подовжено до 2 500 м зі збільшенням класифікаційного числа штучного покриття аеродрому до 50, що надало аеропорту можливість приймати літаки класу «Аеробус A320» та «Боїнг 737». 28 серпня 2010 року було відкрито новий міжнародний термінал «A», а старий — реконструйовано і перетворено на термінал з обслуговування VIP-пасажирів.
З 1 грудня 2010 року наземним обслуговуванням займається швейцарська компанія Swissport (також обслуговує аеропорт «Бориспіль»).
У 2012 році аеропорт було оснащено двома телетрапами і новою диспетчерською вежею.
За період проведення харківських матчів Євро-2012 з 8 до 18 червня міжнародний аеропорт «Харків» обслужив 750 злетів-посадок повітряних суден з 52,5 тис. пасажирів на борту.
З 2013 року аеропорт має курсо-глісадну систему (ILS) за категорією II.
З червня 2018 року аеропорт «Харків» вперше з 2013 року почав приймати широкофюзеляжні літаки, але у зимовий період 2018/2019 років такі літаки в аеропорту не обслуговувалися.
18 жовтня 2018 року стало відомо, що Федеральне управління цивільної авіації США дозволило здійснювати польоти до аеропорту «Харків», оскільки місто «розташоване на безпечній відстані від зони бойових дій», після того як 2014 року була встановлена заборона через близькість до військових дій через війну на сході України. Скасуванню обмеження посприяли безпечні польоти неамериканських авіакомпаній на чорноморських маршрутах.
24 лютого 2022 року аеропорт тимчасово призупинив роботу через вторгнення Росії до України. 25 березня один із терміналів аеропорту зазнав обстрілів.

## Послуги
Аеропорт має лаунж-залу.
В аеропорті є магазин Duty Free.

## Авіалінії та напрямки, листопад 2020
| Авіакомпанія                 | Пункт призначення |
| ---------------------------- | --- |
| Azur Air Ukraine             | Сезонний чартер: Анталія, Даламан, Шарм-ель-Шейх                                                                               |
| Belavia                      | Мінськ |
| Buta Airways                 | Баку |
| LOT Polish Airlines          | Варшава-Шопен |
| Pegasus Airlines             | Стамбул-Сабіха Гекчен |
| Ryanair                      | Варшава-Модлін, Будапешт, Краків, Вільнюс, Познань, Мілан-Бергамо                                                              |
| SkyUp                        | Париж–Бове, Дубай, Київ-Бориспіль, Прага Сезонний: Батумі Сезонний чартер: Анталія, Шарм-ель-Шейх                              |
| Turkish Airlines             | Стамбул |
| Міжнародні авіалінії України | Київ-Бориспіль, Тель-Авів Сезонний чартер: Анталія, Шарм-ель-Шейх                                                              |
| Windrose Airlines            | Сезонний чартер: Анталія, Шарм-ель-Шейх                                                                                        |
| Wizz Air                     | Берлін–Бранденбург (з 4 грудня 2020), Будапешт, Дортмунд, Гданськ, Катовиці, Краків, Мілан-Мальпенса, Таллінн, Відень, Вроцлав |

## Пасажирообіг
Див. джерело запитів Вікіданих та джерела.
| Рік  | Пасажиропотік Харкова | %     | Загальний пасажиропотік по країні | %       | Частка Харкова |
| ---- | --------------------- | ----- | --------------------------------- | ------- | -------------- |
| 2002 | 50800                 | —     |                                   | —       |                |
| 2003 | 64000                 | ▲26 % |                                   | —       |                |
| 2004 | 104500                | ▲63 % |                                   | —       |                |
| 2005 | 140500                | ▲34 % | 6450000                           | —       | 2,2 %          |
| 2006 | 201900                | ▲44 % | 7441000                           | ▲16 %   | 2,8 %          |
| 2007 | 258400                | ▲28 % | 9300000                           | ▲25 %   | 2,8 %          |
| 2008 | 309900                | ▲20 % | 10800000                          | ▲16 %   | 2,9 %          |
| 2009 | 196200                | ▼37 % | 8894900                           | ▼18 %   | 2,2 %          |
| 2010 | 243200                | ▲24 % | 10242500                          | ▲15 %   | 2,4 %          |
| 2011 | 308700                | ▲27 % | 12464800                          | ▲22 %   | 2,5 %          |
| 2012 | 501500                | ▲63 % | 14107000                          | ▲13 %   | 3,6 %          |
| 2013 | 605100                | ▲21 % | 15134600                          | ▲7 %    | 4,0 %          |
| 2014 | 437500                | ▼28 % | 10896500                          | ▼28 %   | 4,0 %          |
| 2015 | 373625                | ▼15 % | 10695200                          | ▼2 %    | 3,5 %          |
| 2016 | 599700                | ▲61 % | 12929900                          | ▲21 %   | 4,6 %          |
| 2017 | 806200                | ▲34 % | 16499500                          | ▲27 %   | 4,8 %          |
| 2018 | 962500                | ▲19 % | 20545500                          | ▲24.5 % | 4,7 %          |
| 2019 | 1340000               | ▲40 % | 24336600                          | ▲18.5 % | 5,5 %          |

## Громадський транспорт

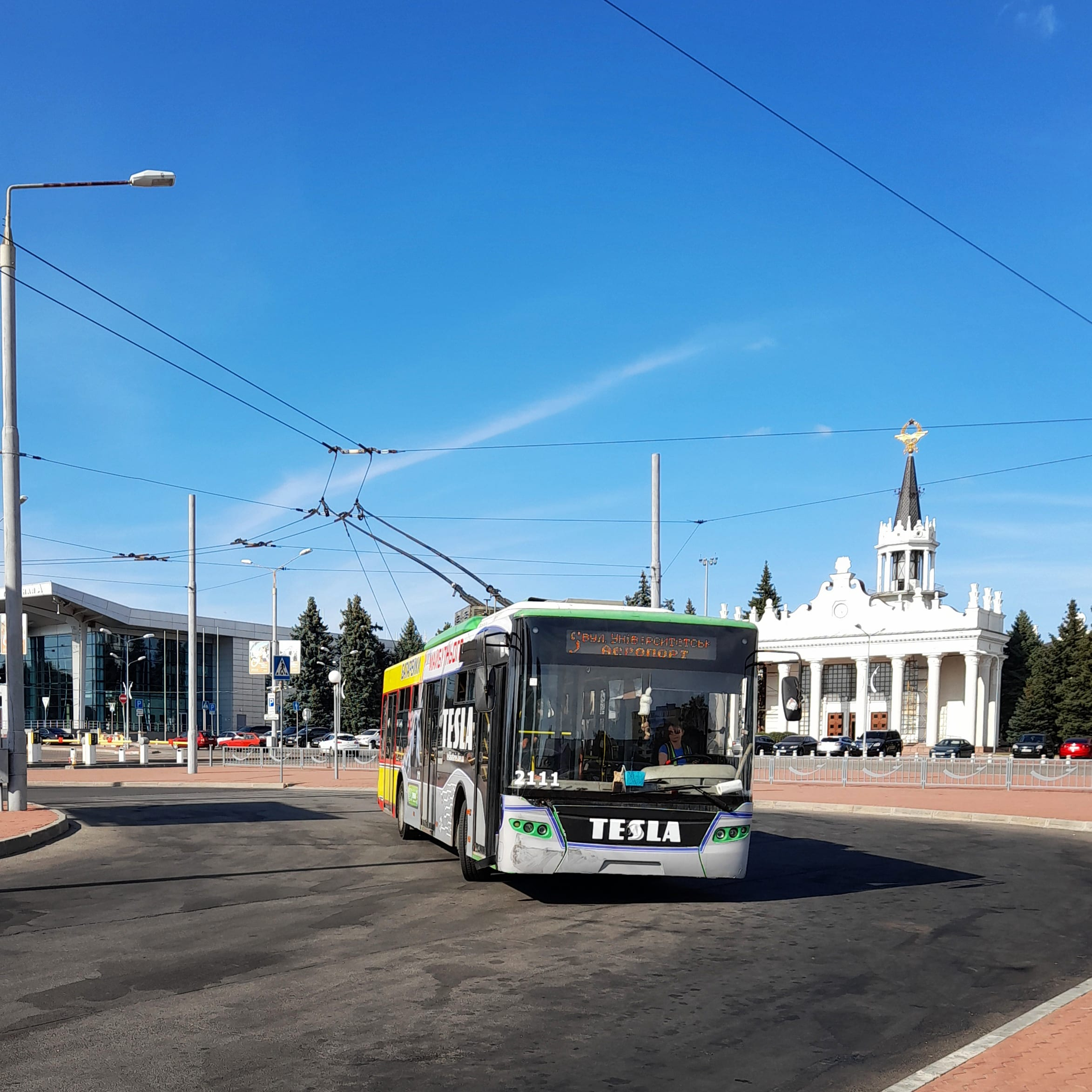
Тролейбус №5 на розворотному колі біля аеропорту

До Харкова з аеропорту можна дістатися:
- Тролейбус № 5 — Аеропорт — вул. Університетська, є пересадка на станцію  Проспект Гагаріна
- Тролейбус № 58 — Аеропорт — Проспект Перемоги, є пересадка на станцію  Проспект Гагаріна, Майдан Конституції, Держпром, Наукова, Ботанічний сад, 23 серпня, Олексіївська, Перемога
- Автобус № 115 — Аеропорт — станція  Проспект Гагаріна
- Автобус № 119 — Аеропорт — Проспект Перемоги, є пересадка на станції  Проспект Гагаріна, Майдан Конституції, Держпром, Наукова, Ботанічний сад
- Автобус № 152 — Аеропорт — мікрорайон 522, є пересадка на станцію  Академіка Барабашова
- Автобус № 255 — Аеропорт — станція  Академіка Барабашова

## Галерея

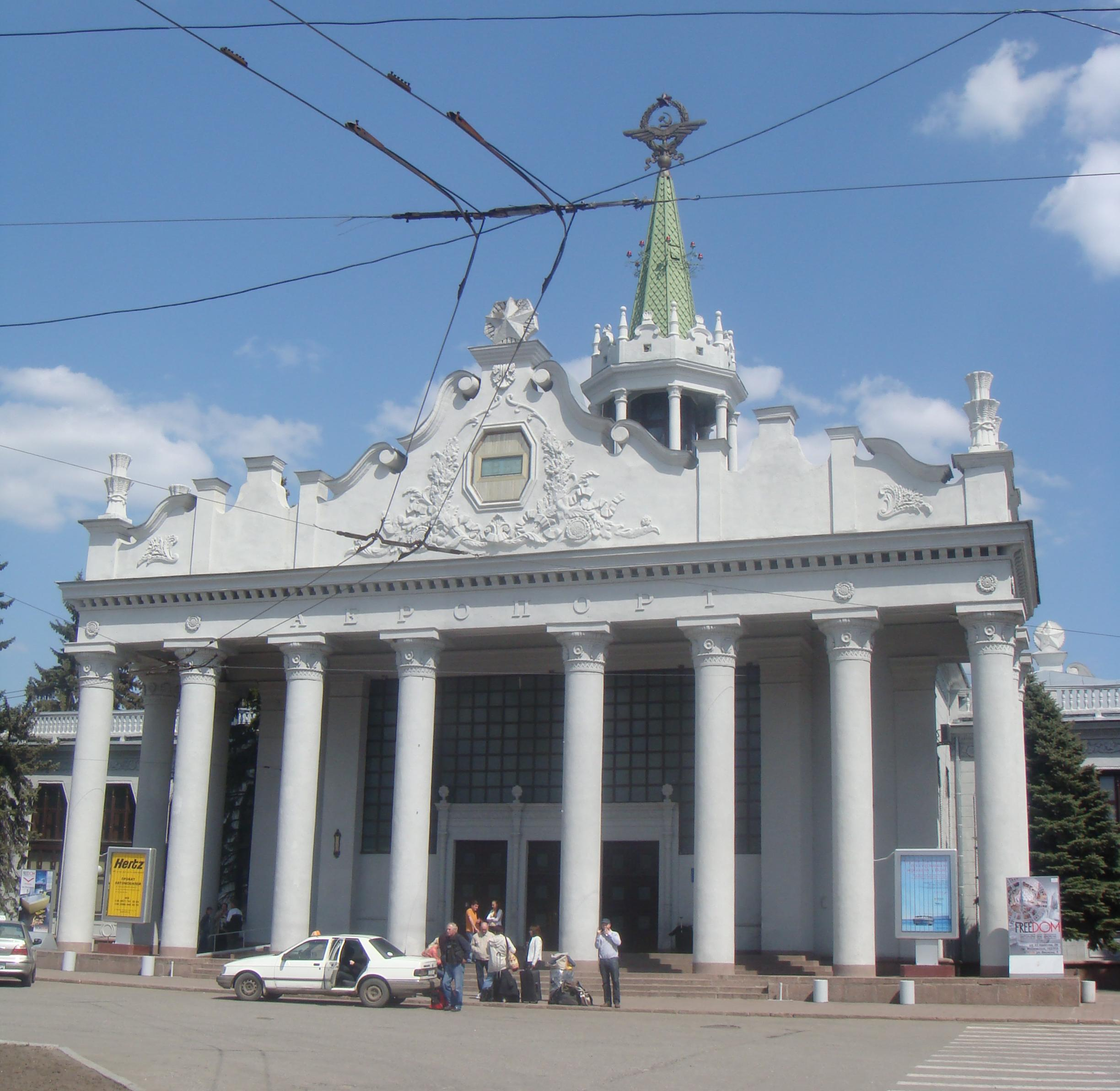
Фасад старого терміналу до реконструкції, 2008 рік
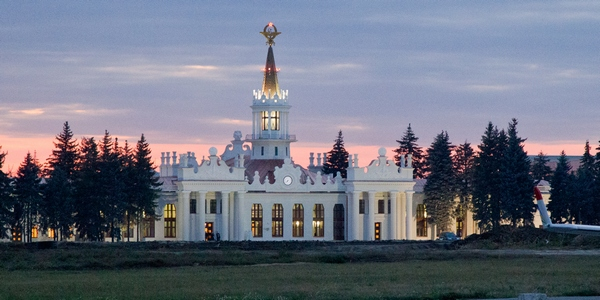
Старий термінал після реконструкції, 2011 рік
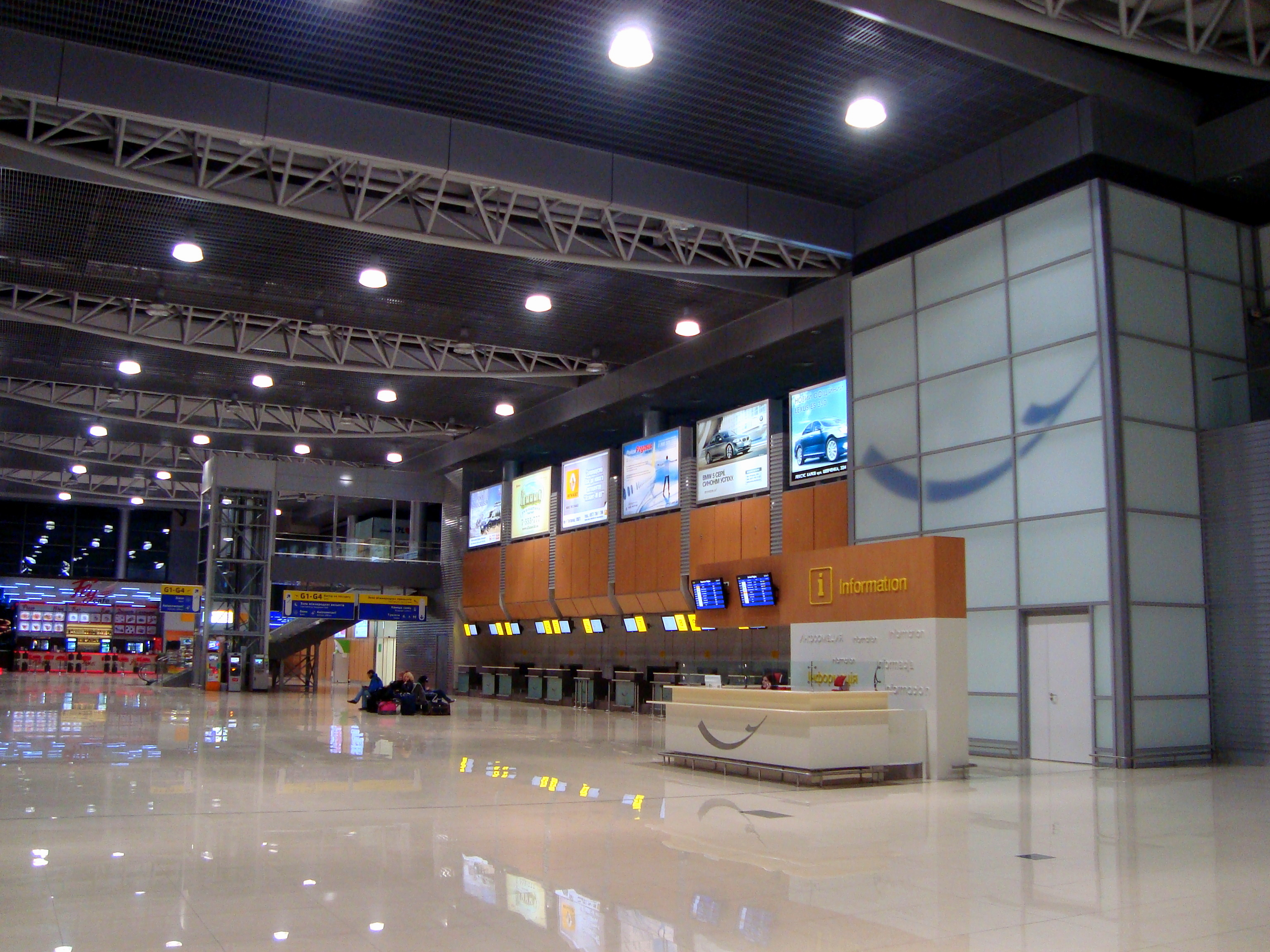
Усередині терміналу
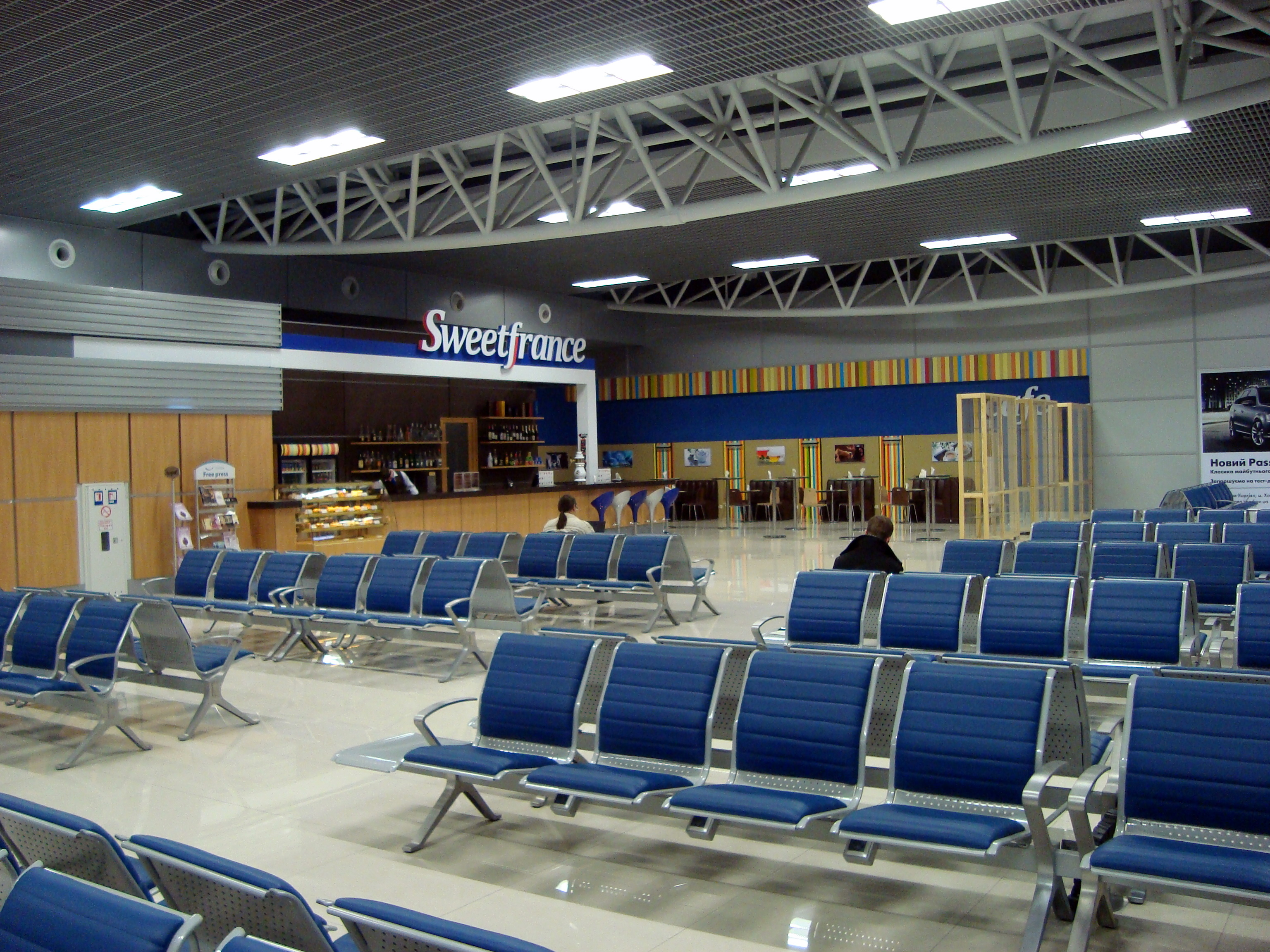
Зала очікування